# Fontána Château d'eau (19. obvod)

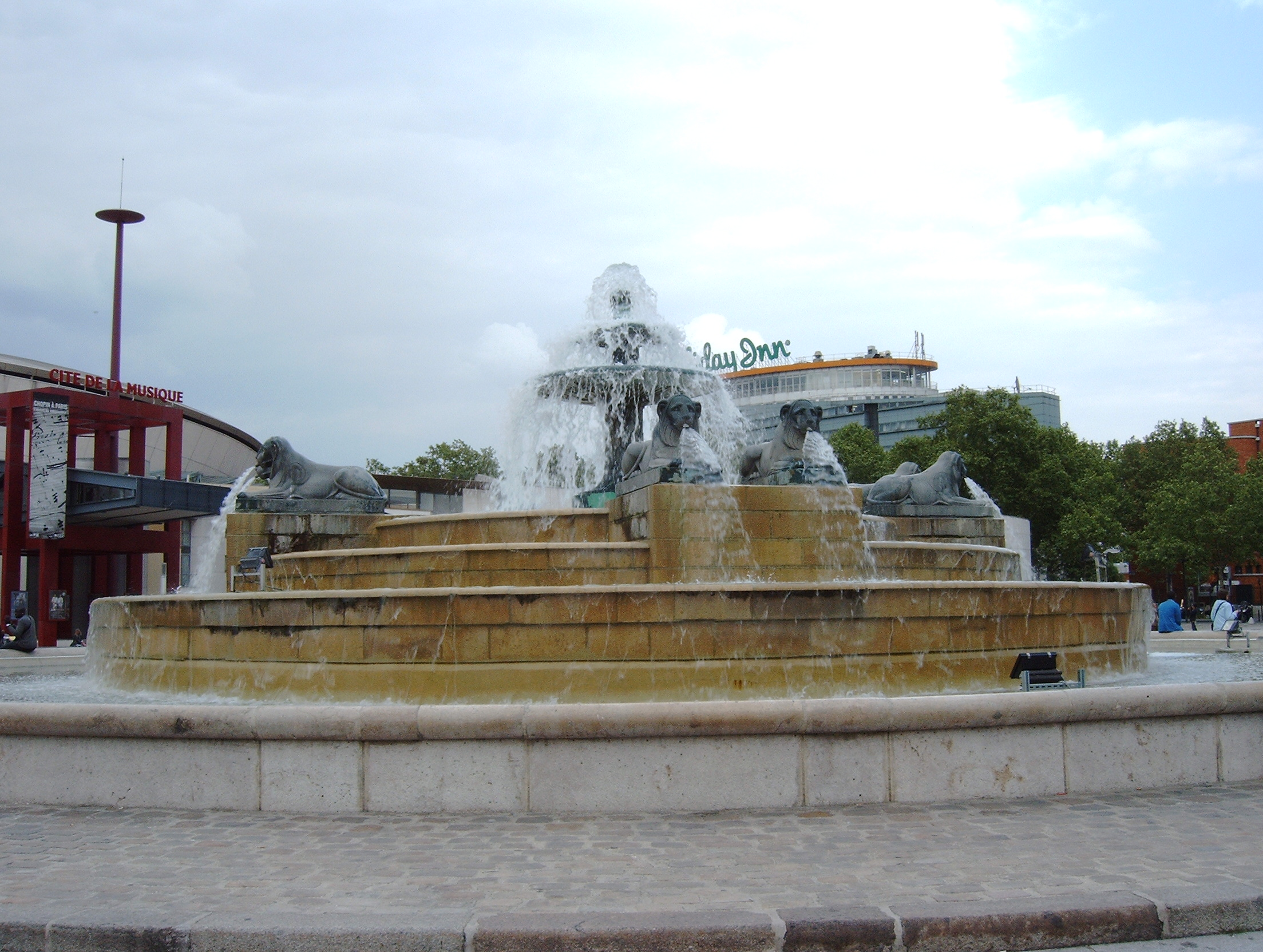
Fontána Château d'eau

Fontána Château d'eau (Fontána Vodní zámek), též nazývána Fontána núbijských lvů (Fontaine aux Lions de Nubie) je fontána v Paříži v 19. obvodu na Avenue Jean Jaurès u vchodu do parku La Villette.

## Historie
Fontána vznikla v roce 1811 pro náměstí Place du Château d'eau (dnešní Place de la République), kterému dala své jméno. Jejím autorem je inženýr Pierre-Simon Girard (1765-1835). V roce 1867 byla přesunuta na nádvoří jatek v La Villette. Od roku 1979 je společně s budovou bývalých jatek chráněná jako historická památka.

## Popis
Fontánu tvoří čtyři stupňovité nádrže. Uprostřed nejvyšší je chrlič. Další voda tryská z tlam čtyř dvojic lvů.